# Brasil Open 2012
Il Brasil Open 2012 è stato un torneo di tennis giocato su campi di terra rossa indoor, facente parte della categoria ATP World Tour 250 series nell'ambito dell'ATP World Tour 2012. È stata la 12ª edizione del Brasil Open, e si è giocato presso il Complexo Desportivo Constâncio Vaz Guimarães di San Paolo, in Brasile, dal 13 al 19 febbraio 2012.

## Partecipanti

### Teste di serie
| Nazione   | Giocatore            | Ranking* | Testa di serie |
| --------- | -------------------- | -------- | -------------- |
| Spagna    | Nicolás Almagro      | 11       | 1              |
| Francia   | Gilles Simon         | 12       | 2              |
| Spagna    | Fernando Verdasco    | 26       | 3              |
| Brasile   | Thomaz Bellucci      | 38       | 4              |
| Argentina | Carlos Berlocq       | 44       | 5              |
| Spagna    | Juan Carlos Ferrero  | 48       | 6              |
| Spagna    | Albert Montañés      | 52       | 7              |
| Spagna    | Albert Ramos Viñolas | 66       | 8              |

* Ranking al 6 febbraio 2012.

### Altri partecipanti
I seguenti giocatori hanno ricevuto una wild card per il tabellone principale:
- Nicolás Almagro[1]
- Fernando González

I seguenti giocatori sono passati dalle qualificazioni:

- Igor' Andreev
- Paul Capdeville
- Jérémy Chardy
- Rubén Ramírez Hidalgo

## Punti e montepremi
Il montepremi complessivo è di 531.000 $.
| Torneo    | Torneo              | V      | F      | SF     | QF     | 2T    | 1T    | Q  | Q3  | Q2  | Q1 |
| Singolare | Punti               | 250    | 150    | 90     | 45     | 20    | 0     | 12 | 6   | 0   | 0  |
| Singolare | Premi in denaro ($) | 85.800 | 45.190 | 24.480 | 13.940 | 8.220 | 4.870 | –  | 785 | 375 | 0  |
| Doppio    | Punti               | 250    | 150    | 90     | 45     | 0     | –     | –  | –   | –   | –  |
| Doppio    | Premi in denaro ($) | 26.070 | 13.700 | 7.430  | 4.250  | 2.490 | –     | –  | –   | –   | –  |

## Campioni

### Singolare
Nicolás Almagro ha sconfitto in finale  Filippo Volandri per 6-3, 4-6, 6-4. 
- È il primo titolo dell'anno per Almagro, l'undicesimo in carriera.

### Doppio
Eric Butorac /  Bruno Soares hanno sconfitto in finale  Michal Mertiňák /  André Sá per 3-6, 6-4, [10-8].